# Primary Rate Interface
La Primary Rate Interface (o PRI) è un tipo di linea ISDN.
In Europa, Asia ed Australia il servizio PRI è operativo solitamente su linee E1 fino a 2,048 Mbps composte da 30 canali di tipo B (Bearer) a 64 kBps e un canale di tipo D (Delta) a 64 kBps con 64 kBps per il framing e la sincronizzazione.
Negli Stati Uniti e in Giappone si utilizzano linee T1 fino a 1,544 Mbps composte da 23 canali di tipo B 64 Kbit/s e un canale di tipo D a 64 kBps con 8 kBps per il framing e la sincronizzazione.
Si distingue dalla BRI (acronimo di Basic Rate Interface) che si utilizza quando serve un minor numero di canali, in quanto consiste di soli due canali B e un canale D a 16 kBps con 48 kBps addizionali per un totale di 192 kBps.